# Hội đồng Hồng y Tư vấn
Hội đồng Hồng y Tư vấn (tiếng Anh:Council of Cardinals to assist in the governance of the Universal Church and to reform the Roman Curia) có thể viết tắt là C9 là một nhóm gồm 9 Hồng y cho Giáo hoàng Phanxicô thành lập sau khi đắc cử, nhằm mục đích trợ giúp Giáo hoàng trong việc cai quản Giáo hội hoàn vũ và nghiên cứu một đề án nhằm duyệt lại Tông hiến Pastor Bonus (Mục tử nhân lành) về Giáo triều Roma.

## Danh sách thành viên hiện tại
Danh sách tính đến ngày qua đời của Giáo hoàng Phanxicô, ngày 21 tháng 4 năm 2025.
- Pietro Parolin, Quốc vụ khanh Tòa Thánh
- Oswald Gracias, Nguyên Tổng giám mục Bombay, Ấn Độ
- Sean Patrick O'Malley, O.F.M. Cap, Nguyên Tổng giám mục Boston, Hoa Kỳ
- Fridolin Ambongo Besungu, Tổng giám mục Kinshasa, Congo.
- Jean-Claude Hollerich, S.J., Tổng giám mục Luxembourg, Luxembourg.
- Gérald Cyprien Lacroix, I.S.P.X., Tổng giám mục Québec, Canada.
- Juan José Omella Omella, Tổng giám mục Barcelona, Tây Ban Nha.
- Fernando Vérgez Alzaga, L.C., Chủ tịch Phủ Thống đốc Thành quốc Vatican.
- Sérgio da Rocha, Tổng giám mục São Salvador da Bahia, Brazil
- Marco Mellino, Giám mục, Tổng thư ký Hội đồng.

## Lịch sử thành viên
Ngày 13 tháng 04 năm 2013, Giáo hoàng đã thành lập Hội đồng Hồng y Tư vấn và bổ nhiệm 8 hồng y ở năm châu lục vào Hội đồng:
- Giuseppe Bertello, Chủ tịch Phủ Thống đốc Thành quốc Vatican
- Francisco Javier Errázuriz Ossa, nguyên Tổng giám mục Santiago de Chile, Chile
- Oswald Gracias, Tổng giám mục Bombay, Ấn Độ
- Reinhard Marx, Tổng giám mục München và Freising, Đức
- Laurent Monsengwo Pasinya, Tổng giám mục Kinshasa, Cộng hoà Dân chủ Congo
- Sean Patrick O'Malley, O.F.M. Cap, Tổng giám mục Boston, Hoa Kỳ
- George Pell, Trưởng Văn phòng Kinh tế Tòa Thánh
- Oscar Andres Rodriguez Maradiaga, S.D.B., Tổng giám mục Tegucigalpa, Honduras.

Năm 2014, ông bổ sung thêm vào Hội đồng Hồng y Pietro Parolin, Quốc vụ khanh Tòa Thánh.
Ngày 12 tháng 12 năm 2018, Giáo hoàng rút ba Hồng y ra khỏi Hội đồng, gồm:
- Francisco Javier Errázuriz Ossa, nguyên Tổng giám mục Santiago de Chile, Chile.
- George Pell, nguyên Trưởng Văn phòng Kinh tế Tòa Thánh.
- Laurent Monsengwo Pasinya, nguyên Tổng giám mục Kinshasa, Cộng hoà Dân chủ Congo.

Ngày 15 tháng 10 năm 2020, Giáo hoàng chọn Hồng y Fridolin Ambongo Besungu làm thành viên, Tổng thư ký Marcello Semeraro chấm dứt nhiệm vụ, được thay thế bởi trợ tá Tổng thư ký, Giám mục Marco Mellino. Ngày 7 tháng 3 năm 2023, Giáo hoàng rút ba hồng y Giuseppe Bertello, Reinhard Marx và Oscar Andres Rodriguez Maradiaga ra khỏi Hội đồng, đồng thời bổ nhiệm thêm năm hồng y khác vào hội đồng: Jean-Claude Hollerich, Gérald Cyprien Lacroix, Juan José Omella Omella, Fernando Vérgez Alzaga và Sérgio da Rocha.